# Spectacles
Les Spectacles sont une famille de lunettes intelligentes développées et fabriquées par Snap Inc. la maison mère de Snapchat. La première version de celles-ci ont été annoncés le 23 septembre 2016 et sont dédiées initialement à la capture de photos et de vidéos pour le service de messagerie photo et multimédia, Snapchat. Ces lunettes disposent d'un (ou de plusieurs) objectif d'appareil photo et sont capables de se synchroniser avec un smartphone pour les télécharger et les partager.  
S'ensuivent de nombreuses générations successives de Spectacles, qui à partir de 2021, disposent de capacités de Réalité Augmentée avec un afficheur numérique pour chaque œil et de plusieurs capteurs permettant de nombreuses modalités d'interaction.

## Historique
En décembre 2014, Snap Inc., alors Snapchat Inc., a acquis Vergence Labs les développeurs des lunettes intelligentes Epiphany Eyewear. Vergence Labs a été fondé par l'entrepreneur Erick Miller en 2011 avant l'annonce de Google Glass. 
Le nouveau produit a été dévoilé le 24 septembre 2016 et  publié le 10 novembre 2016. Les lunettes ont été vendues via Snapbot, un distributeur automatique propriétaire de lunettes intelligentes, situé près du siège social de Snap à Venice, Los Angeles.
En novembre 2018, il a été annoncé que la société lancerait une nouvelle version de Spectacles d'ici la fin de l'année 2018, qui comprendrait deux caméras. Les Snap Spectacles 3, qui comportaient deux caméras HD sur l'appareil, ont finalement été révelées en août 2019.
En mai 2021, Snap dévoile ses premières lunettes proposants de véritables capacités de réalité augmentée, les Spectacles 4, à destination de certains créateurs et développeurs sélectionnés .
En Septembre 2024, la 5e génération de Spectacles est dévoilée, disposant de capacités inégalées pour des lunettes intelligente. Ces dernières sont proposées aux développeurs nord-américains et européens sur la base d'un abonnement annuel.
En Juin 2025, Snap annonce la prochaine génération de lunettes, "plus fine et plus légère" qui s'appelleront désormais Specs, et seront cette fois ci disponibles au grand public en 2026.

## Conception

### Matériel

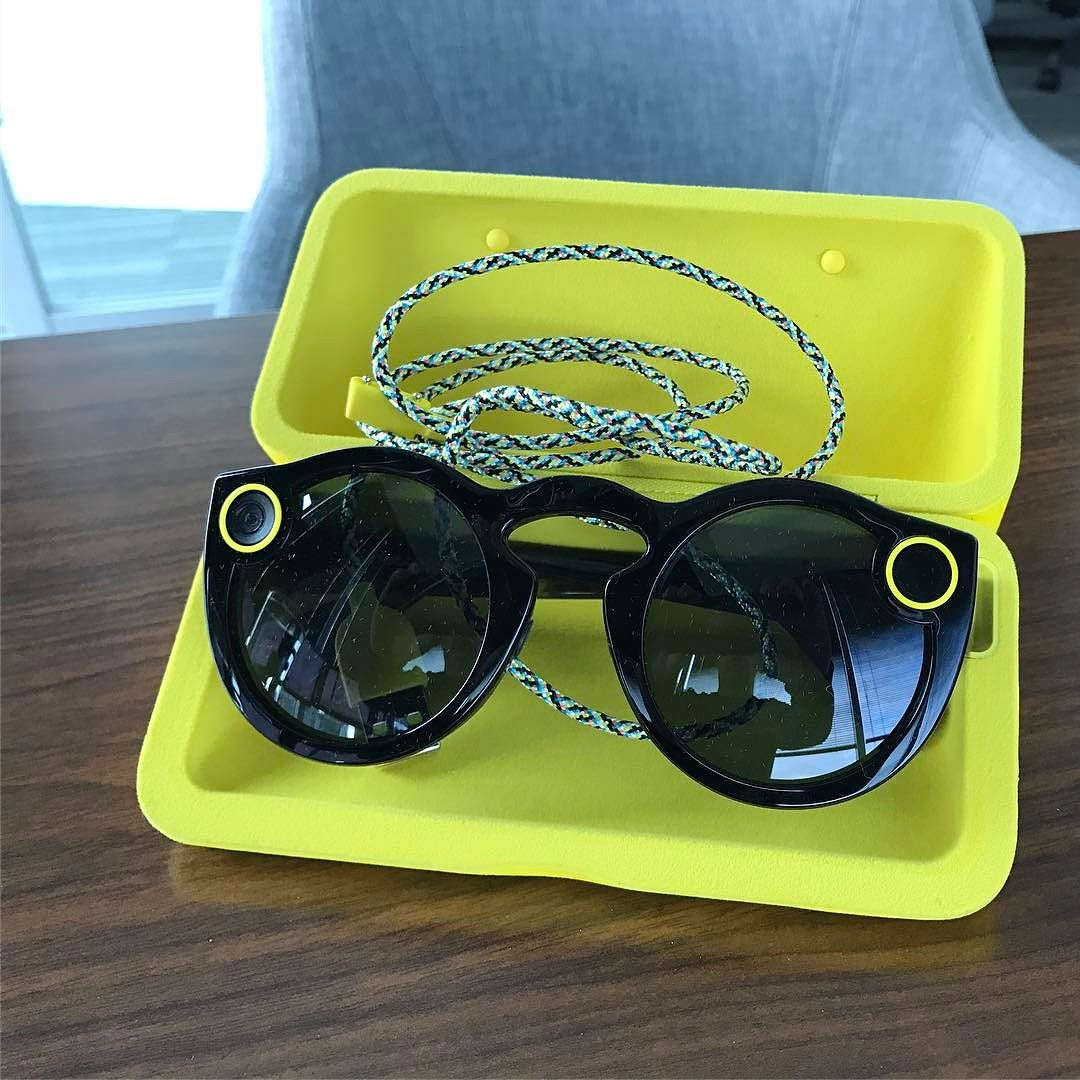
Première génération (2016) des Spectacles noire dans son coffret de charge jaune

La version originale des lunettes comprenait un objectif d'appareil photo avec un champ de vision de 115° et enregistre dans un format circulaire qui s'adapte à la taille et à l'orientation de l'écran d'un smartphone. Les lunettes intelligentes enregistrent lorsque l'utilisateur appuie sur un bouton en haut à gauche de sa monture, pendant un maximum de 30 secondes (par intervalles de 10 secondes). Ils se synchronisent avec leur smartphone désigné via Bluetooth et Wi-Fi. La caméra abrite également un anneau de lumières LED qui indique le niveau de la batterie et le moment où l'enregistrement est en cours. La paire de lunettes se charge dans un étui jaune doté d'une batterie intégrée et se connecte à son câble propriétaire. Le câble peut être fixé soit à l'étui, soit directement aux lunettes. Selon le fabricant, l'étui entièrement chargé contiendra suffisamment d'énergie pour recharger les lunettes quatre fois. Les batteries lithium-ion de l'étui et des lunettes sont alimentées par une alimentation USB standard de 5 volts et se connectent via un câble USB maintenu en place par de petits aimants.

### Capacités de Réalité Augmentée
Dès mai 2017, un brevet Snapchat est devenu public, qui comprenait une illustration d'une future version hypothétique de Spectacles avec des capacités de Réalité augmentée.
À partir de sa 4e génération de Spectacles, Snap propose son premier produit basé sur la réalité augmentée. Les effets AR sont officiellement appelés Lenses et disposent d'un double affichage de guide d'ondes 3D avec un champ de vision diagonal de 26,3 degrés,. Il fonctionne sur la puce Qualcomm Snapdragon XR1 et dispose de 2 caméras RVB, de 4 microphones et de 2 haut-parleurs stéréo.
En 2024, sort la 5e génération de Spectacles, disposant de capacités inégalées, proche celles des casques de Réalité virtuelle. L'affichage est obtenu par guide d'ondes et des projecteurs miniaturisé à haute définition sur 46 degrés par œils, 4 cameras (dont 2 infrarouges), 2 puces pour le calcul, un système d'exploitation dédié, un suivi inertiel 6 DOF à très faible latence, navigation naturelle via suivi des mains (« hand tracking »), etc . 

### Software

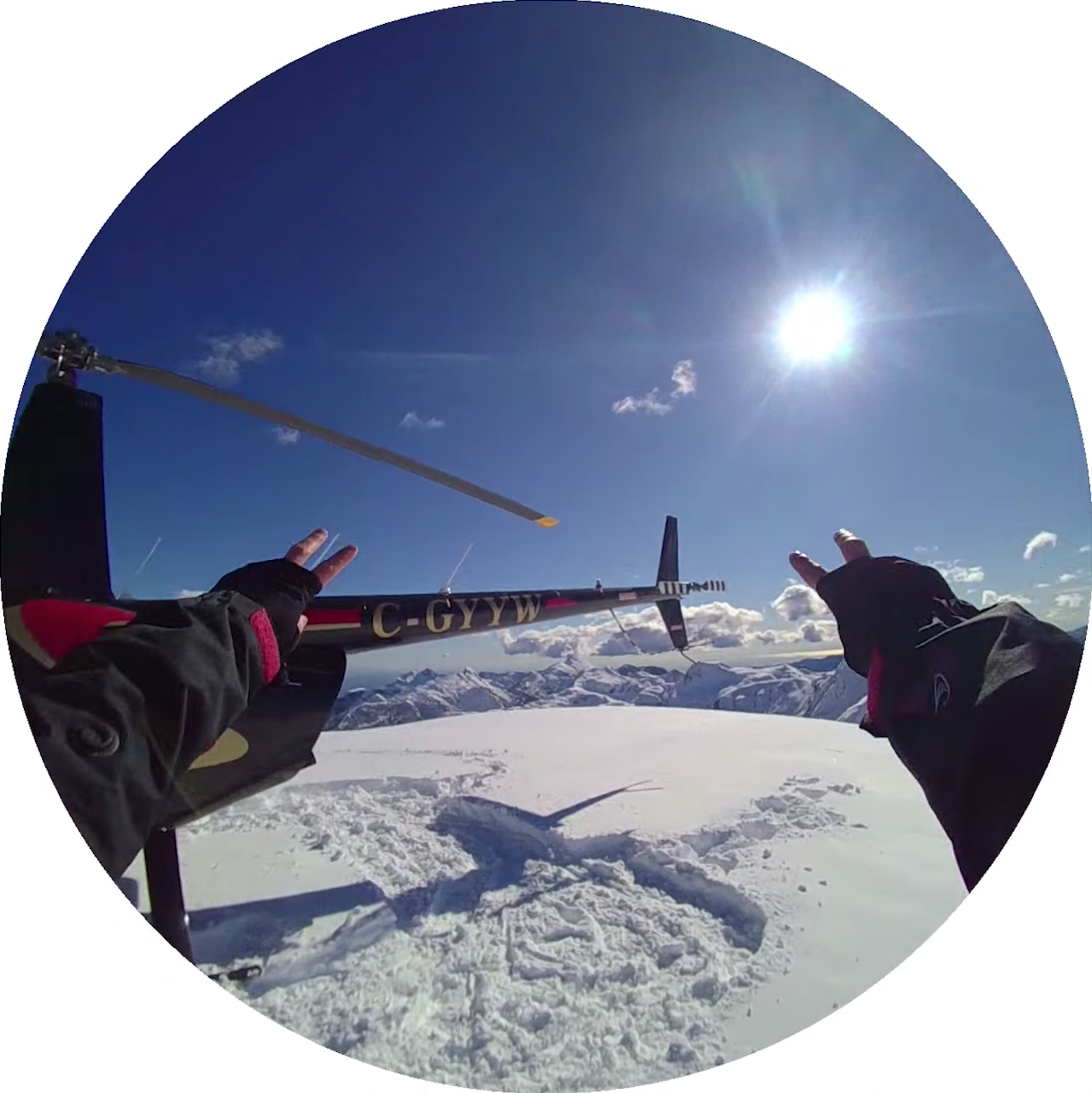
Le format vidéo circulaire des 1ères génération de Spectacles

Les lunettes capturent la vidéo dans un format circulaire, comme indiqué dans la vignette à droite. 
Initialement, les lunettes sont exclusives à Snapchat. Ils sont couplés en regardant le Snapcode du compte utilisateur et en appuyant sur le bouton de la monture des lunettes, ainsi qu'en se connectant à eux via Bluetooth (pour les appareils iOS). Les vidéos prises avec les lunettes sont stockées en interne dans la caméra et peuvent être visionnées et téléchargées individuellement dans la section « Souvenirs » de Snapchat.
Lors de l'annonce de la 5e génération de Spectacles, Snap dévoile leur système d'exploitation SnapOS, permettant de déployer nombre d'applications appelées « Lenses », de jeux (seul ou multijoueur), ou encore de naviguer sur internet. 
La conception et le développement d'applications pour Spectacles est réalisé depuis Lens Studio, un éditeur propriétaire à Snap, proposant d'importer des éléments audio-visuels, de scripter des interactions ou d’accéder à diverses API ou modules tiers.